# フレンチ・マティーニ
フレンチ・マティーニ（英語: French Martini）は、ウォッカ、シャンボール リキュール（ラズベリーリキュール）、パイナップルジュースを用いたカクテル。国際バーテンダー協会公認カクテルである。

## 概要
このカクテルはシャンボール リキュールのマーケティングに使用されており、シャンボール リキュールの宣伝に大きな貢献をしていることも否定できないが、その誕生はマーケティングとは無関係であった。
フレンチ・マティーニは1980年代後半にアメリカ合衆国ニューヨークで誕生した。ドライ・ジンもドライ・ベルモットも使用しておらず、マティーニの系譜とは言えないが、エスプレッソ・マティーニと同様にマティーニグラスを用いることから「マティーニ」の名前が付けられている。
1996年にデイル・デグロフはキース・マクナリーが経営するウォッカをテーマとしたニューヨークのバー「プラウダ（Pravda New York）」のメニューにフレンチ・マティーニを追加し、半年後には同じくマクナリーが経営するソーホーのレストラン「バルタザール」でも提供されるようになった。
1997年までにはイギリス ロンドンのメット・バー（The Met Bar、The Metropolitan Bar）でも提供されるようになっており、人気を博していた。メット・バーでは「フレッシュ・フルーツ・マティーニ」と呼ばれていた。
この頃、アブソルート (ウォッカ)、シャンボール リキュールのイギリス販売代理店の両社はそれぞれの自社製品を宣伝するためのカクテルを探していた。イギリスで創刊された雑誌『CLASS』には資金が必要であり、この両社にフレンチ・マティーニを共同でサポートするように持ち掛けた。その結果、1997年12月号からアブソルート (ウォッカ）とシャンボール リキュールを使用したフレンチ・マティーニの広告が数か月に渡って掲載されることになった。

## レシピの例
国際バーテンダー協会によるレシピの例を以下に挙げる
材料
- ウォッカ - 45ml
- ラズベリーリキュール - 15ml
- フレッシュパイナップルジュース - 15ml

作り方
1. 全ての材料と氷をシェークする。
2. カクテルグラスに注ぐ。
3. 上からレモンピールを絞って皮のオイルを振りかける。

## バリエーション
3種類の材料の比率は様々であり、上記の3:1:1の他に3:1:3、2:1:3、1:1:2、4:1:3という比率のものも人気が高い。
使用する材料を変更したり、追加するバリエーションの例として以下のようなものがある。
ル・フロッグ（Le Frog）
ウォッカをアイラシングルモルトウイスキーに替える。
メキシカン・マティーニ（Mexican Martini）
ウォッカをテキーラアネホ（オーク樽で1年以上熟成させたテキーラ）に替える。
Francophile Martini
ドライ・ジンとドライ・ベルモットを加える。
ドライ・マティーニに寄せた形式になる。
フレンチ・ダイキリ（French Daiquiri）
ウォッカをホワイト・ラムに替え、ライムジュースを加える。
ダイキリにラズベリーリキュールとパイナップルジュースを加えたバリエーションとも言える。
ベリー・フレンチ・マティーニ（Very French Martini）
ウォッカをコニャックに替える。
フレンチ・バイソンティーニ（French Bison-tini）
ウォッカをズブロッカに替える。
ホットタブ（Hot Tub）
プロセッコを加える。